# 浅草公園六区

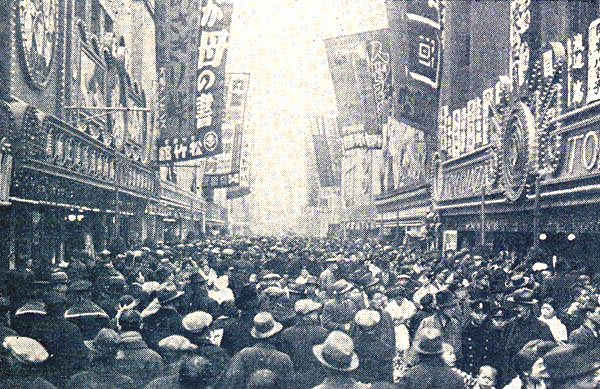
映画館が立ち並ぶ浅草六区の歓楽街、1937年（昭和12年）1月
左 - 松竹館 池田義信の旧作『わが母の書』（1936年（昭和11年）12月作品）、伊藤大輔の旧作『あさぎり峠』（1936年（昭和11年）10月作品）ほか上映中。
右 - 常盤座 アチャラカ演劇一座『笑の王国』（古川緑波、菊田一夫退団後）上演中

浅草公園六区（あさくさこうえんろっく）は、東京都台東区浅草にある歓楽街である。通称は浅草六区または公園六区。「六区」は元々1884年（明治17年）より始まった浅草公園の築造・整備における区画番号の第六区画を指した。

## 略歴・概要

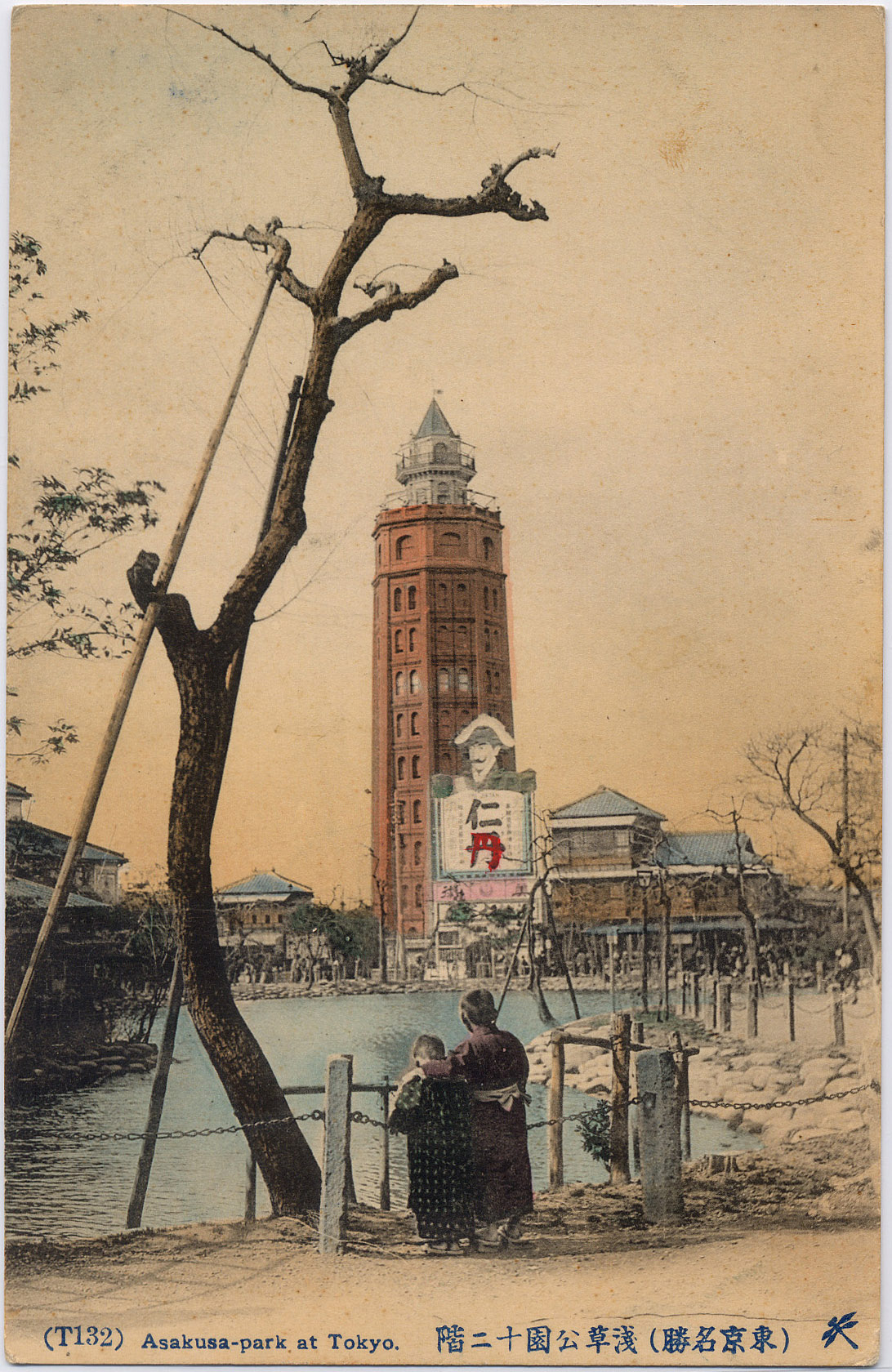
凌雲閣 （浅草十二階）の絵葉書。手前は通称「瓢簞池」（公園四区）。

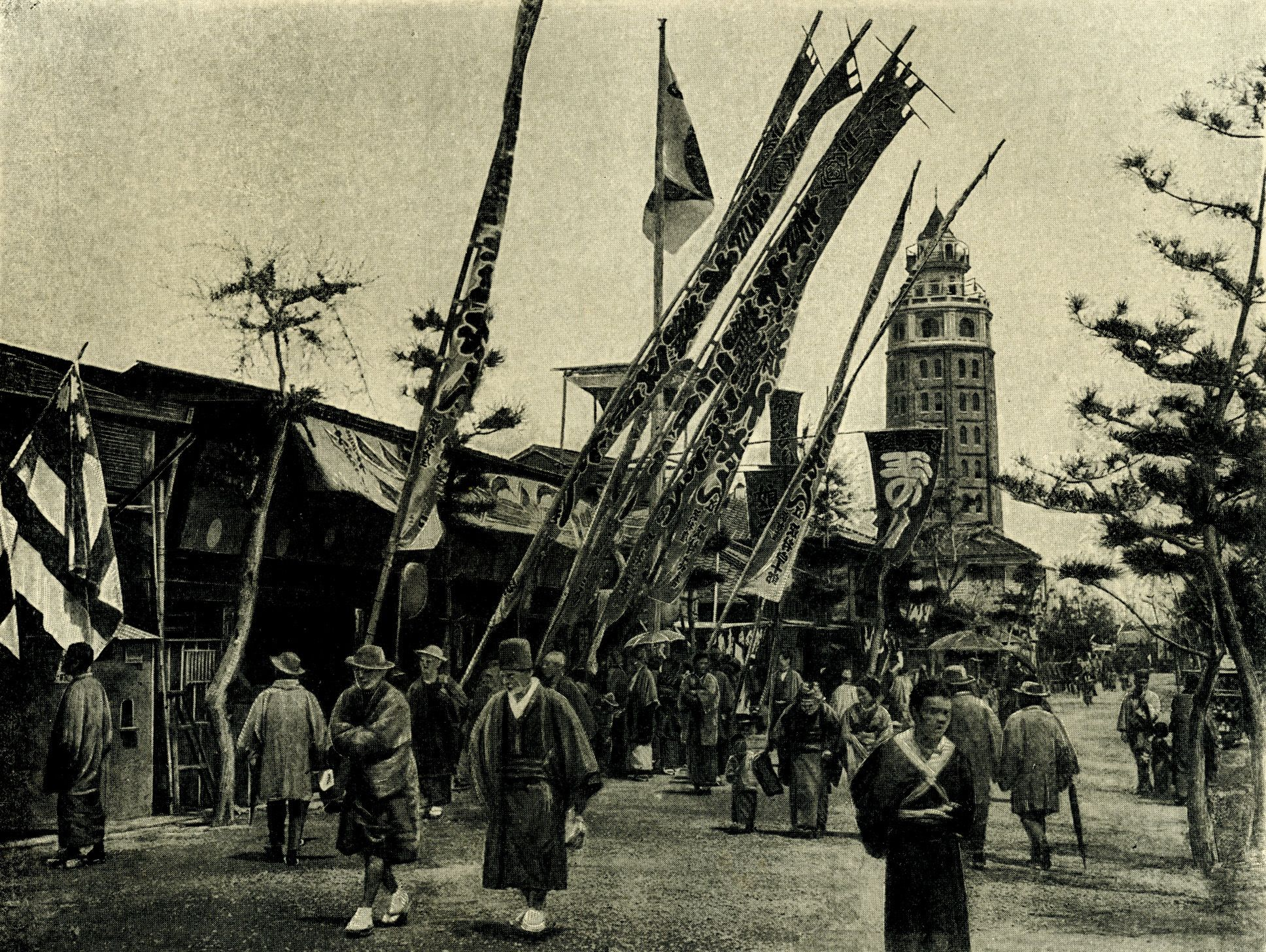
明治時代

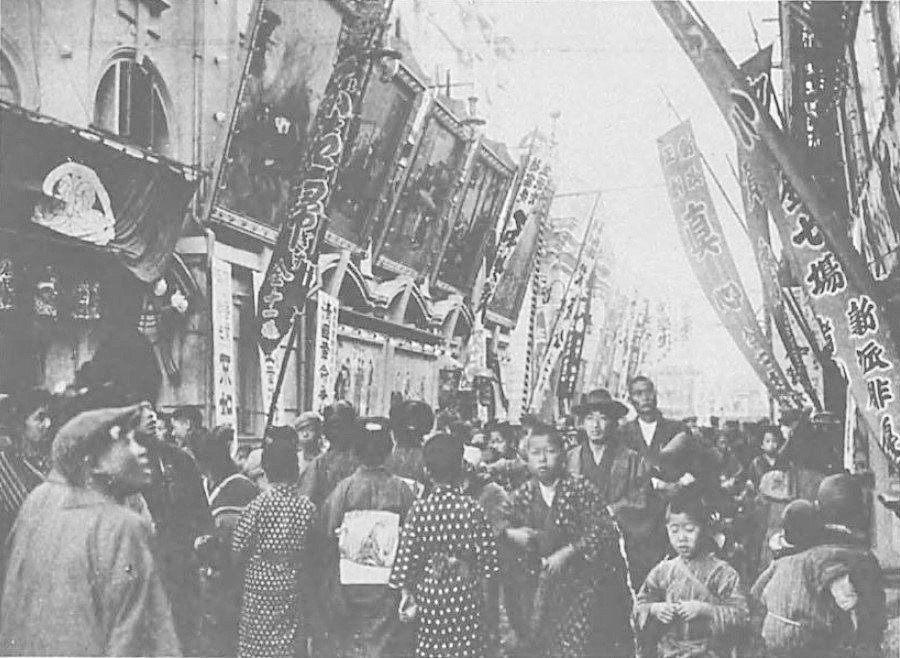
明治末期

### 命名
浅草寺周辺の盛り場は元禄時代の頃からで、やがて江戸最大の規模に発展した。明治時代に入り欧米にならって都市公園を造るべく、浅草寺境内は1871年（明治4年）1月の社寺領上知令を受けて明治政府に公収され、1873年（明治6年）1月の『太政官布達第十六号』により1873年3月「浅草公園」と命名された。
1883年（明治16年）9月、浅草寺西側の火除地（通称「浅草田圃」）の一部を掘って池（大池、通称「瓢簞池」）とし、掘り出した土で西側と南側の池畔を築地して街区を造成。浅草寺裏手の通称「奥山」地区から見せ物小屋等が移転して歓楽街を形成した。1884年（明治17年）1月、公園地は東京府によって一区から六区までに区画され（同年9月に七区追加、1934年公園地から除外）、その歓楽街は「浅草公園地第六区」となった。
下谷区と浅草区が合併して台東区が誕生した1947年（昭和22年）の4月、「社寺等宗教団体の使用に供している地方公共団体有財産の処分に関すること」という内務文部次官通牒に基づき、同年5月をもって公園地から解除され、やがて浅草寺の所有に戻った。しかし一区から六区までの行政区画上の町名は、そのまま1965年（昭和40年）8月の住居表示制度導入まで残された。
とりわけ1886年（明治19年）5月に浅草公園が開園してからは、浅草公園の名よりも浅草六区の名が先行するまで栄えた。地図の上では、公園六区は旧浅草公園（六区を除く）と地域区分されていた。

### 繁栄
1884年（明治17年）4月1日付で公園の差配・世話掛に、劇作家で『江湖新聞』創始者の福地源一郎が任命。主に第六区の経営、公園全体の差配を任されるが、1889年（明治22年）7月に解任となった。
前後して、浅草公園六区は1887年（明治20年）の根岸興行部の「常盤座」に始まり、演劇場、活動写真常設館、オペラ常設館などが出来て隆盛を誇り、江川の玉乗り、浅草オペラ、安来節等が注目を浴びた。1903年（明治36年）には、吉沢商店が日本初の映画専門館「電気館」をオープンした。
1890年（明治23年）に建設された凌雲閣（浅草六区北側）は通称「浅草十二階」と呼ばれた高層ビルで、その展望台は浅草はおろか東京でも有数の観光名所となったが、1923年（大正12年）9月1日の関東大震災で崩壊した。
また、1912年2月（明治45年）、隣地には「浅草国技館」が開館した。
一方、水害（明治43年の大水害）もあり、1910年（明治43年）には、浅草公園六区も膝下の高さまで冠水した。
昭和に入ると「アチャラカ」と呼ばれた荒唐無稽の喜劇が好評を博した。日中戦争から太平洋戦争にかけての時期も娯楽の場として人気を博したが、1945年（昭和20年）になり東京大空襲で一帯は炎上した。終戦後すぐに再建され、軽演劇、女剣劇、ストリップ、およびその幕間に演じられたコントが注目を浴びた。芸能の殿堂・一大拠点として、六区からスターとなった芸能人も数多かった。
1951年（昭和26年）、浅草寺は観音本堂の再建のためにランドマークであった通称「瓢簞池」（古瓢簞池を含む）を売却。池は埋立てられ、1952年（昭和27年）に浅草楽天地の映画館「浅草宝塚劇場」と、1954年（昭和29年）に同楽天地の遊園地「楽天地スポーツランド」、1959年（昭和34年）には複合娯楽施設「新世界」が建った。また、1954年に観音本堂から六区興行街までの間が西参道商店街として整備された。

### 没落
1950年代後半に最盛期を迎えた浅草六区も、高度成長期と呼ばれた1960年代に入りテレビ時代を迎え、1964年（昭和39年）の東京オリンピック以降は東京都区部西側の新宿、渋谷、池袋等の方面に若者の文化が芽生えると、平日は通行人が疎らになるほど人通りは激減した。若者世代の嗜好と合わなくなった映画館の多くは閉館となった。
最盛期の1954年には10軒もあったショー劇場も次々と閉館。1969年までに美人座はスーパーマーケットに、松竹座と公園劇場はボウリング場に、トキワ座は映画館に、国際セントラルは国際劇場の稽古場となり営業を休止した。同年夏には木馬ミュージックも閉館し、ロック座、カジノ座、浅草座が辛うじて残る状況となった。劇場の踊り子も新人が入らない状況が続き、ロック座では1955年には約30人いた踊り子も1969年には5人に激減。風前の灯火となっていた。
1974年（昭和49年）、新世界の跡地にウインズ浅草が造られると、週末だけは競馬目当ての客が集中する光景が多くなった。夜間は19時になると人通りも少なく、「不夜城」と詠われた嘗ての殷賑ぶりとは隔世の感となった。バブル景気期の1986年（昭和61年）には複合商業施設「浅草ROX」が開業、1988年（昭和63年）に映画『異人たちとの夏』のロケ舞台にはなったが、六区は長い停滞の時期を迎える。

### 現在

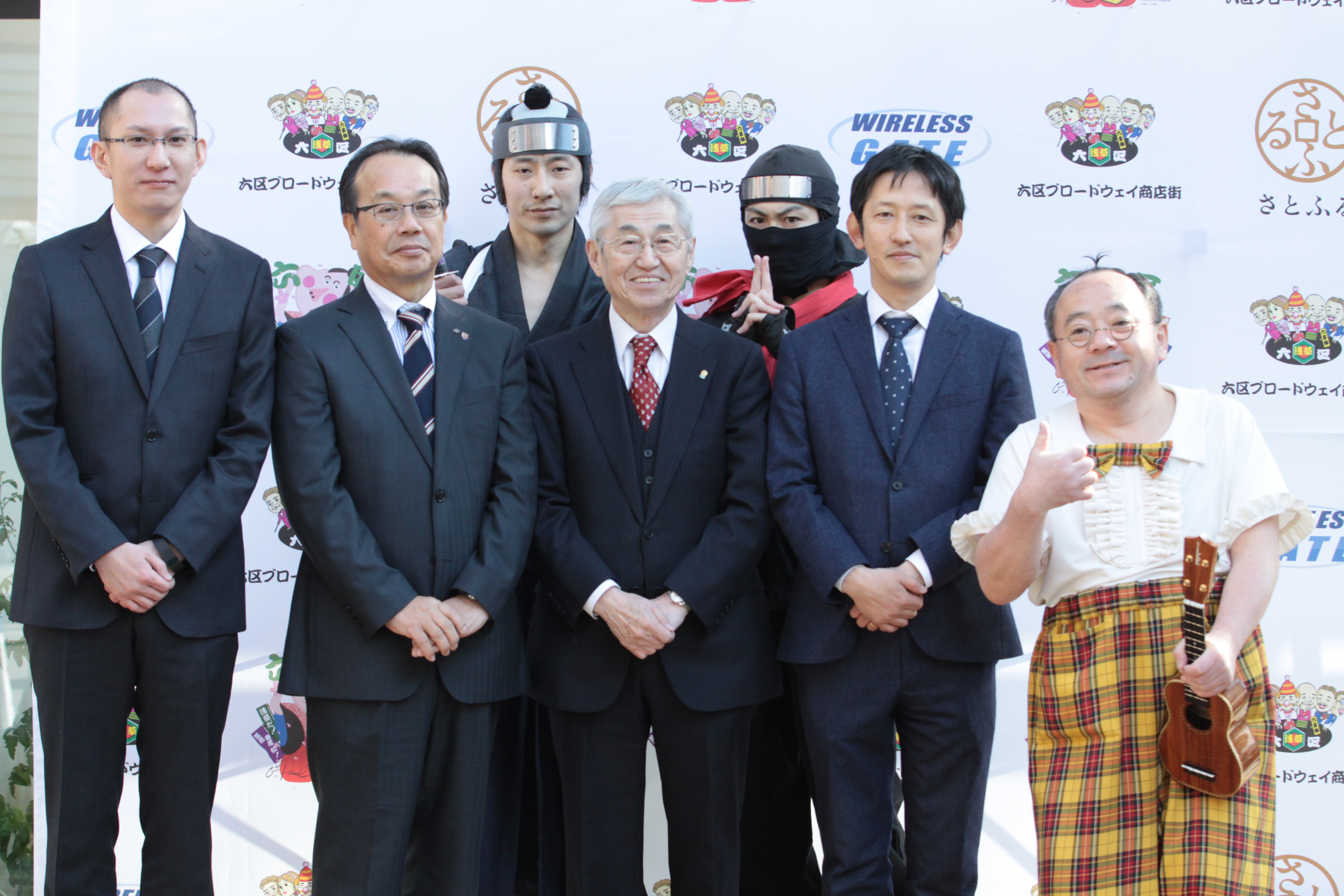
「浅草六区オープンカフェ」第3期開始記者会見の模様

2003年（平成15年）にNHK朝の連続テレビ小説『こころ』の舞台にもなった。この頃から公園六区の斜陽に歯止めを掛けるべく、地元の「浅草おかみさん会」等の下支え等により次第に復調の兆しを見せていた。
しかしながら2012年9月から10月にかけて、浅草六区にとって最後の映画館であった5館が相次いで閉館され、全ての映画館が消え去った。こうした映画街としての顔は消えたものの、2013年より六区ブロードウェイ商店街振興組合を中心に「浅草六区再生プロジェクト」が行われ、2015年12月商業施設「まるごとにっぽん」等が開業した（2021年6月リニューアル）。
2016年4月には道路での出店やイベントなどができる国家戦略特区の認定を目指した社会実験も行われた（街路全体を「劇場」と見立てた構想）。同社会実験は2016年9月に第2期を実施し、2017年1月13日には第3期を迎え、「浅草六区オープンカフェ」としてスタートした。近年は外国人観光客も多く、観光客向けのホテルやお土産屋も多くみられるようになった。
2019年9月には特区に指定され、これを活用して10月26日からは週末に全国各地のお祭りを誘致する取り組みが始まった。
2023年3月には、「六区」の名を冠し、訪日外国人が、芸者や活動弁士などが登場するイベント、畳敷きの客室といった日本文化を体験できる「浅草ビューホテルアネックス六区」が開業した。

## 主な劇場

### 昭和初期
- 昭和座 - 凌雲閣跡地（後に凌雲座）、吉本興業直営、軽演劇 ⇒ 浅草東映 ⇒ オーケー浅草店
- 江川劇場 - 玉乗りで知られる ⇒ 浅草新劇場 ⇒ 浅草ビューホテルアネックス六区
- 大都劇場 - 大都映画から吉本興業直営 ⇒ 浅草中映劇場 ⇒ 浅草ビューホテルアネックス六区
- 遊楽館 - 映画館（移転後） ⇒ 遊楽館 - 吉本興業直営、演芸場　⇒　浅草大番会館
- 浅草花月劇場 - 吉本興業直営、レヴュー、軽演劇、演芸、映画  ⇒ 浅草パークホールビル
- 大勝館 - 映画館 ⇒ 浅草中映ボウル ⇒ キャピタル・ロマン・アポロ ⇒ 浅草大勝館　⇒　ドン.キホーテ浅草店
- 三友館 - 映画館（開進館勧工場の跡） ⇒ フランス座 ⇒ 浅草東洋劇場 ⇒ 浅草演芸ホール
- 浅草映画劇場 - 映画館 ⇒ 商店に分割
- 富士館 - 映画館 ⇒ 浅草日活劇場 ⇒ パチスロ店
- オペラ館 - レヴュー、ピエル・ブリヤント ⇒ 商店飲食店に分割
- 千代田館 - 映画館 ⇒ 閉鎖 ⇒ 浅草電気館パシフィックコート
- 電気館 - 吉沢商店の日本初の映画館 ⇒ 浅草電気館パシフィックコート
- 国際キネマ劇場 - 映画館 ⇒ 浅草ROX
- 帝国館 - 浅草公園ルナパーク内の映画館（富士山縦覧場⇒日本パノラマ館跡地） ⇒ 浅草松竹映画劇場 ⇒ 浅草ROX
- 松竹座 - 映画館 ⇒ 浅草ROX
- 松竹館 - 映画館 ⇒ 浅草ROX
- 大東京 - 映画館、大正時代はマキノ・プロダクション封切館 ⇒ 商店に分割
- 東京倶楽部 - 映画館 ⇒ ROX3G
- 常盤座 - レヴュー  ⇒ 浅草トキワ座 ⇒ ROX3G
- 金龍館 - レヴュー ⇒ 浅草ロキシー映画劇場 ⇒ ROX3G
- 日本館 - 映画館 ⇒ ROX2G （マクドナルド等）
- 公園劇場 - 劇場 ⇒ 公園劇場 - 吉本興業直営、演芸場　⇒ ROXDOME
- 万盛館 （万成座、元蕎麦屋おく山萬盛庵） - 吉本興業直営、レヴュー、軽演劇 ⇒ 浅草ロック座
- 玉木座 - 芝居小屋（大幸館⇒日の出館⇒福和館⇒日本座⇒御園座の跡）、プペ・ダンサント ⇒ 商店
- 木馬館 - 通俗教育昆虫館から改装。戦前戦後の長らく安来節の常打ち小屋として有名であったが、現在は2階が大衆演劇の劇場として、1階が浪曲の定席寄席「木馬亭」として現存。木馬（メリーゴーランド）はモニュメントとして残る。
- 浅草公園水族館 - 四区勧工場共栄館跡地、カジノ・フォーリー ⇒ 株式会社常盤堂雷おこし本舗本社ビル[17]
- 観音劇場 - 劇場（浅草オペラ）、映画館 ⇒ 百万弗劇場（ストリップ）⇒ 商店、都営バス「浅草公園六区」停留所。
- 宮戸座 - 浅草公園裏の劇場。1896年に吾妻座（1887年開場）より改称。1923年に関東大震災で焼失し、1928年に落成復興。1937年2月に廃座 ⇒ 料亭、のち閉店

### 昭和30年代以降
- 浅草東映劇場/浅草東映パラス/浅草東映ホール
東映直営の封切館。「十二階」の跡地、建物疎開した「昭和座」の跡地に建設。1956年10月開館。2003年（平成15年）5月22日に閉鎖。取り壊され、跡地にパチンコ店「サンシャイン浅草」が開店したが2020年1月に閉店。2022年3月に居抜きのままスーパーマーケットのオーケーが入居した。
- 浅草新劇場
邦画名画座。中映株式会社経営。東宝・松竹・大映・日活の名作を組み合わせて上映。ただし、その組み合わせ方は一種異様で独特（チャンバラ映画とヤクザ映画と純愛物、封切終了直後の話題作とB級喜劇とアイドル映画など）。元々は実演劇場で「江川劇場」。戦時中は松竹の経営となり「浅草松竹新劇場」と改称。清水金一の実演が売り物であった。その後、松竹傍系の中映に移管され、名画座になる。2012年10月21日に閉館。新劇会館・中劇会館ともに建物が老朽化したため、一括して再開発を行う。これで六区から映画館が完全に消滅した。跡地には浅草ビューホテルアネックス六区が開業。
  - 浅草世界館
中映経営。成人映画上映。浅草新劇会館地下。1964年（昭和39年）10月開館。2012年9月17日閉館。
  - 浅草シネマ
中映経営。成人映画上映。浅草新劇会館地下。当初大勝館内に開館。のち新劇会館内のストリップ劇場「カジノ座」の跡に入居。2012年9月25日閉館。
  - 浅草座
株式会社浅草座（中映関連企業）経営。浅草新劇会館地下。ストリップ劇場。同系列の浅草美人座、浅草カジノ座を含め「ABCライン」と称した。閉鎖後浅草カジノ座が移転。さらに上述の浅草シネマが移転した。
- 浅草中映劇場
中映経営。洋画名画座だったが、晩年は邦画名画座。旧大都劇場、浅草新東宝劇場、浅草映画劇場。浅草中劇会館内。2012年10月21日閉館。
  - 浅草名画座
中映経営。成人映画を上映していたが、晩年は邦画名画座。浅草中劇会館内。2012年10月21日閉館。
- 百万弗劇場

ストリップ劇場。キリン館（旧アウル館）⇒観音劇場の跡地（元国際劇場斜向）。渥美清が専属コメディアンとして在籍。1948年6月開場、1952年10月閉鎖。現在は商店に分割。
- 浅草花月劇場

吉本興業直営。戦前はレビューの「吉本ショウ」を上演。「あきれたぼういず」を売り出す。高見順の代表作『如何なる星の下に』（1939年（昭和14年） - 1940年（昭和15年） 連載）の舞台ともなった。戦後「浅草グランド劇場」と改称して洋画封切館に転身。その後、浅草花月劇場に名前を戻し軽演劇や女剣劇を上演。1960年代以降は東映作品を中心とした邦画名画座に転換。漫才ブーム終了直後に閉鎖（1985年2月19日）。当時は吉本が東京で運営する唯一の事業所であったが、吉本側では既に浅草は終わった場所として見限っていたため、漫才ブーム後躍進した吉本の東京の拠点には成り得なかった。現在は「浅草パークホールビル」（JRA WINS別館）。なお、吉本興業は2006年（平成18年）11月から2015年（平成27年）7月まで、同地ではなく浅草観音裏の言問通り沿いにある雷5656会館5階のトキワホールにて「よしもと浅草花月」と銘打った演芸興行を定期的に行っていた。
- 浅草ロック座

東宝の秦豊吉社長にストリップショウの有望性を説かれた東洋興業の松倉宇七が開業。戦後の浅草の中心的存在となり、特にストリップは東洋興業と中映がしのぎを削って発展させた。ロック座には踊り子（ストリッパー）の他有能なコメディアンが数多く在籍して隆盛を誇っていたがストリップを取り巻く環境が変化し、関西発祥の猥雑な興行形態が主体となるにつれ東洋興業はストリップ興行からの撤退を決意。人気ストリッパーだった東八千代（斎藤智恵子）と、歩興行の契約を結び運営一切を委譲。まもなく正式に売却し、斎藤の手により改築され内装・興行形態も一新。関西系の猥雑な内容を一切行わず、レビュー形式の舞踊を主体とした興行形態がロック座のスタイルとして確立し、ロック座チェーンの旗艦劇場として現在に至る。
- 浅草東宝劇場
東京楽天地経営。1964年（昭和39年）10月29日開場。東宝封切館であったが深夜興行には独特のプログラム（クレージーキャッツ特集、ゴジラ特集など）を組んでいた。元々は1954年4月から浅草楽天地の遊戯施設「楽天地スポーツランド」があった箇所。2006年（平成18年）2月13日閉鎖。これで六区から封切館が消滅。2012年4月に取り壊された。跡地は後述の浅草宝塚劇場跡地と共に東京楽天地の手により一体で再開発され、2015年12月に商業施設まるごとにっぽんとリッチモンドホテルプレミア浅草インターナショナルが開業したが、まるごとにっぽんは2020年11月閉館。2021年6月ユニクロが跡に入居開店し、まるごとにっぽんも一部復活した。
  - 浅草スカラ座
東京楽天地経営。浅草東宝劇場内に併設。東宝洋画系であった。
- 浅草宝塚劇場
東京楽天地経営。1952年（昭和27年）9月2日開場。開場番組は宝塚歌劇団の公演。東宝洋画系の映画館であるが、実演の興行も行われた。1968年（昭和43年）7月12日閉館。取り壊されたのち、1969年（昭和44年）7月9日「楽天地浅草ボウル」に改築されたが、これも再開発に伴い2010年1月31日をもって閉鎖されて2012年4月に取り壊された。
  - 浅草テンプル劇場
東京楽天地経営。浅草宝塚劇場館内。浅草宝塚地下劇場として1952年9月に開場。東宝洋画系。
- 大勝館
映画館。1962年（昭和37年）まで松竹洋画系のロードショー劇場。松竹・中映が長年経営していたが斜陽により1971年（昭和46年）10月11日をもって閉鎖。独特のゴシック様式の建物が取り壊されたのち、1972年（昭和47年）12月に「浅草中映ボウル」に改築されるが、1977年には館内にキャピタル、ロマン（いずれも2階）、アポロ（地階）の各映画館が設けられる。キャピタルは洋画名画座だったが、ロマンとアポロはいずれも成人映画を上映していた。1980年代半ばに全館が閉鎖されてしまい、空家状態のまま長年放置されていた。
  - 浅草大勝館
大衆演劇を上演する劇場。浅草ロック座の斎藤智恵子が経営していた。中映が放置していた上記建物を2001年（平成13年）に買収し、館内を大改装して大衆演劇用劇場に転向。しかし2007年（平成19年）9月に老朽化に伴う再改築のため一時休業。再開後は名実共に大衆演劇の殿堂に相応しい劇場が誕生する予定とされたが、改築の目処が立たず、再度中映放置状態と同様に周囲を鉄製の仮設塀に囲まれた状態で廃墟建物として晒されていた。2012年に漸くドン・キホーテが借地権と建物を買い取って取り壊し、同社店舗を核とした再開発ビルをオープンさせた。
  - 浅草カジノ座
中映経営。ストリップ劇場。大勝館の地下にあった。1971年（昭和46年）に浅草新劇会館内（浅草座跡）に移転。
- 浅草フランス座 ⇒ 浅草東洋館
東洋興業経営。ストリップ劇場。渥美清、萩本欽一、ビートたけしを輩出し、劇作家としても井上ひさしを世に送り出した伝説の劇場。東洋興業撤退後はビートたけしの師匠・深見千三郎（久保七十二）が歩興行の契約を結び、一切を執り仕切っていた。深見の死後も興行を続けていたがストリップの退潮に抗しきれず、遂にストリップ興行を打ち切り舞台を改装。「浅草フランス座演芸場・浅草東洋館」と改称して漫才協会、東京演芸協会、ボーイズ・バラエティー協会といった各色物団体や落語協会（正月上席）と提携した演芸興行を行い現在に至る。なお、月末には独自に若手芸人主体のお笑いライブを開催している。
  - 浅草東洋劇場
東洋興業経営。軽演劇を上演。1964年（昭和39年）、上記フランス座を取り壊して開場。1971年（昭和46年）、上階にあった寄席・浅草演芸ホールが移転する形で閉鎖。
  - 浅草演芸ホール
東洋興業経営。落語定席。1964年（昭和39年）、浅草東洋劇場上階に開設。1971年（昭和46年）、浅草東洋劇場跡に移転。
- 浅草千代田館

映画館。中映経営。かつては生駒雷遊が専属弁士となった時期があった。のち、大蔵貢が買収したこともある。中映経営後はその大蔵が経営していた新東宝の封切館となった時期もあった。最晩年は成人映画を上映していた。壁面の楽譜を象ったネオンサインが独特。1976年（昭和51年）2月に閉鎖。
- 浅草電氣館

1903年（明治36年）、日本初の映画封切館として誕生。のち、松竹の経営となり戦前は新興キネマ、戦後は大映の封切館となった。大映倒産後に中映に移管されて東映封切館になるが、1976年（昭和51年）2月に閉鎖。跡地は千代田館跡地と共に「浅草蚤の市」会場となっていたが、現在は飲食・住宅の複合施設「電氣館ビル」。
- 浅草日活映画劇場

浅草富士館。日活直営。1800人収容の大勝館・帝国館と並ぶ大規模劇場。閉鎖され、日活は建物を新世界興業に売却。改装の上、新世界内にあったキャバレー・新世界が移転して営業していた。その後取り壊され、現在はパチスロ店。
- 浅草アンコール劇場

もともとは「テアトル浅草」という名前の映画館。公園劇場に改称して実演を上演。軽演劇やストリップ、女剣劇と興行形態を転々とし、この名前で名画座となった後廃座。パチンコ店に転換した。現在は浅草ROX。
- 浅草松竹映画劇場（初代）

浅草帝国館。松竹直営。浅草を代表する映画館の一つであったが、1983年（昭和58年）に閉鎖された。現在は浅草ROX。
- 浅草松竹演芸場

松竹直営。軽演劇と色物専門の演芸場。現在は浅草ROX。
- 浅草松竹座

松竹少女歌劇の本拠地。1963年5月には早くも廃座となり、同年12月には「浅草松竹ボーリング」に改装。のちボウリングブームの下火により再改装して丸石家具センターに賃貸していたが、1983年に取り壊された。現在は浅草ROX。
- 浅草東京クラブ

松竹直営の名画座。かつては隣接する金竜館・常盤座と三館共通制を採っていた。後ろから見ると芋虫の様な独特の形態をした建物であった。現在は閉鎖され、ROX3G（スーパーマルチコート併設）。
- 浅草ロキシー映画劇場

浅草金竜館。松竹直営。洋画を上映。戦前及び終戦直後は松竹洋画系の基幹劇場であり、松竹の洋画関連部署である「ロキシー興行社」が同劇場内に所在していた。のち洋画の成人映画封切となるが、1983年（昭和58年）、「浅草松竹映画劇場」（2代目）と改称し松竹封切館になる。現在は閉鎖され、ROX3G。
- 浅草常盤座

根岸興行部が建てた公園六区最初の劇場。根岸大歌劇団（浅草オペラ）の本拠だった時代も。松竹系の常盤興行を経て松竹直営となり、戦後森川信一座の軽演劇等で好評を博す。1965年（昭和40年）に中映に移管され、「浅草トキワ座」と改称。邦画名画座になるが不採算のため閉鎖。空家状態が続いたところを、おかみさん会が松竹から賃借して演劇の定期興行を再開した。しかし再開発に伴い松竹が権利をTOCに譲渡し、閉鎖された。現在は浅草ROX3G。
- 浅草日本館

松竹直営。邦画の下番線館であったが、末期は松竹（東活）系成人映画の封切館であった。閉鎖され、現在は浅草ROX2G（TSUTAYAが入居）。
- 浅草六区ゆめまち劇場

株式会社BIGUPシアター経営のレストランシアター。2014年（平成26年）4月、浅草六区130周年記念として浅草ROX4階に開場。WAHAHA本舗の若手グループ娯楽座の常設公演が行われていた。2019年5月契約満了に伴い閉館。現在はくら寿司 浅草ROX店。
- 浅草木馬館（公園四区）
根岸興行部経営で安来節の定席だったが、現在は十条・篠原演芸場の手に移り、大衆演劇の劇場に転換。
  - 木馬亭（公園四区）
根岸興行部経営。浪曲定席。1970年（昭和45年）5月上席開場。毎月1～7日の興行で講談が一席入る。このほか現在は毎月中旬に軽演劇「浅草21世紀」の定期公演も行う。NHK教育テレビ『日本の話芸』や日本テレビ『ダウンタウンのガキの使いやあらへんで!!』の収録が行われたこともある。ももいろクローバーZのシングルCD『ニッポン笑顔百景』のジャケット写真は木馬亭の舞台で撮影された。
- 浅草美人座（六区界隈）

中映経営。ストリップ劇場、2階は浅草ロマンス座（ストリップ劇場）。浅草小劇場⇒浅草ショー劇場（2階は浅草末廣亭）の跡。1951年開場、1954年閉鎖。現在は三平ストア。
- 国際セントラル劇場（六区界隈）

元国際劇場4階のストリップ劇場。1950年4月に開場し、1951年12月に打止めとなった。現在は浅草ビューホテル。

## 主な商店街
- 六区ブロードウェイ - すしや通りとひさご通りを結ぶ南北全長約300m。浅草六区のメインストリート。旧；浅草六区興行街。
- 浅草六区通り - 伝法院通りからつくばエクスプレス・浅草駅5番出入口を結ぶ東西全長約100m。六区セントラルスクエア付近で浅草六区と重なるのみである。街燈には浅草を代表する芸能人を紹介する写真と解説が設置されている。旧；ロックフラワーロード。

## 交通
- 鉄道
  - 浅草駅（TX）：
  - 田原町駅：
  - 浅草駅：
- バス
  - 浅草公園六区停留所：都営バス（草41、草43、上46、草63）
  - つくばエクスプレス浅草駅停留所：めぐりん東西めぐりん

### 関連組織
- 浅草寺 - 地主
- 浅草花やしき - 隣接する遊園地
- 浅草観音温泉（閉店）
- 松竹 - 六区興行街の発展に関与
- 中映
- 東洋興業
- 東京吉本 - 戦前から戦後にかけて六区に多くの劇場・映画館を所有
- 東京楽天地

### 関連人物
- 浅草オペラ - 田谷力三、藤原義江
- 根岸興行部 - 根岸大歌劇団、根岸浜吉、根岸吉之助
- 活動弁士 - 徳川夢声
- 喜劇人の碑 - 榎本健一（エノケン）、古川緑波（ロッパ）、清水金一（シミキン）、堺駿二、木戸新太郎（キドシン）、大宮敏充（デン助）、柳家金語楼、八波むと志、伴淳三郎（バンジュン）、山茶花究、森川信、川田晴久
- 喜劇人・軽演劇 - 浅香光代、佐山俊二、脱線トリオ（由利徹、南利明、八波むと志）、長門勇、てんぷくトリオ（三波伸介、戸塚睦夫、伊東四朗）、スリーポケッツ （渥美清、関敬六、谷幹一、のちに海野かつを）、コント55号（萩本欽一、坂上二郎）、ツービート（ビートたけし、ビートきよし）
- ゆかりの人物 - 永井荷風、川端康成、サトウハチロー、菊田一夫、菊谷栄